# Sint-Ceciliakerk (Oosternijkerk)
De Sint-Ceciliakerk is een kerkgebouw in Oosternijkerk in de Nederlandse provincie Friesland.

## Geschiedenis
De eenbeukige kerk was oorspronkelijk gewijd aan Cecilia. De zadeldaktoren uit de 13e eeuw is in 1825-'33 en in 1969-'70 gerestaureerd. De gescheurde luidklok (1668) van Jurjen Balthasar werd in 1909 opnieuw gegoten door de gebroeders Van Bergen. In de 15e/16e eeuw werd het driezijdig gesloten koor en het schip gebouwd. In de kerk bevinden zich een preekstoel met doophek in rococostijl en twee herenbanken uit de 18e eeuw. Tegen de oostelijke koorsluiting hangt een lijst van predikanten (vanaf 1593). Het orgel uit 1814 is gebouwd door J.A. Hillebrand en in 1831 gewijzigd door Albertus van Gruisen en in 1970 gerestaureerd door Bakker & Timmenga. De kerk is een rijksmonument.

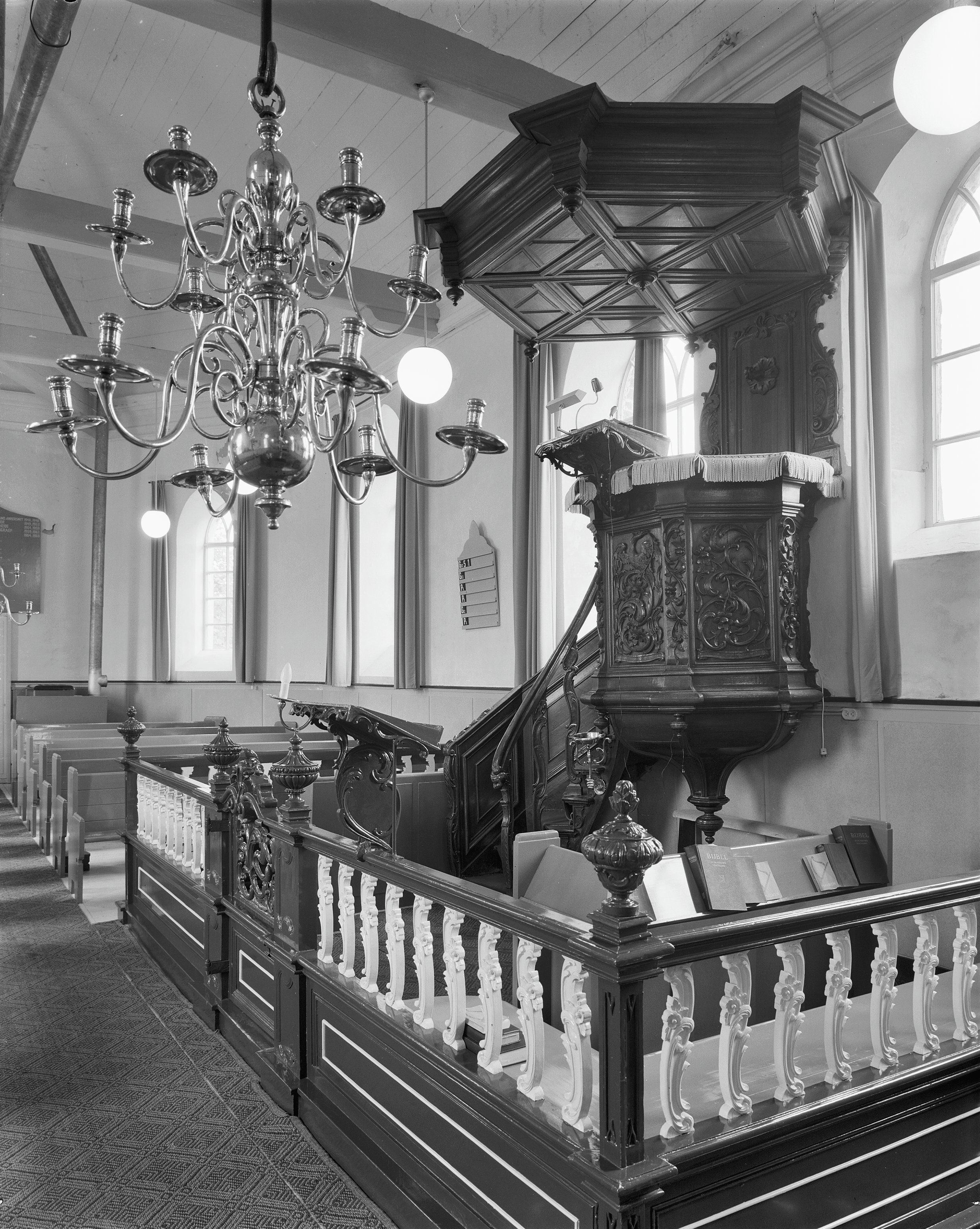
De preekstoel in 1972
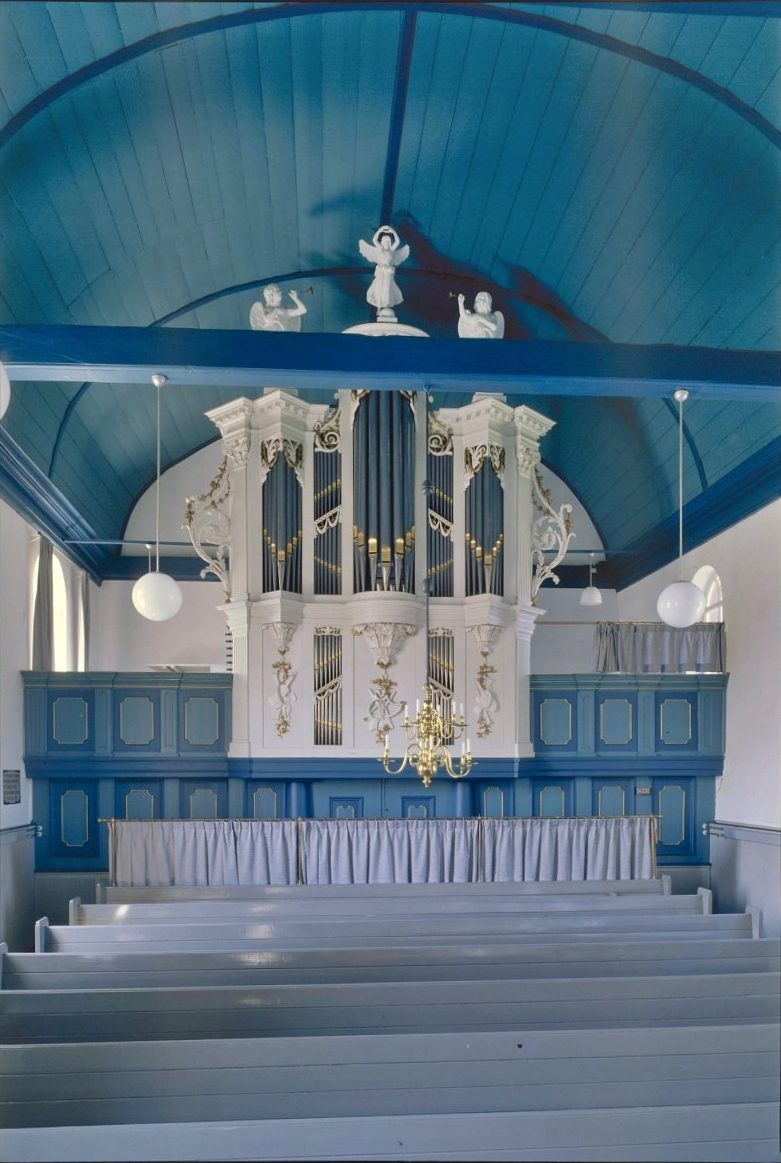
Interieur met orgel (1999)